# イブン・アビー・ウサイビア
イブン・アビー・ウサイビア（Ibn Abī Uṣaybiʿa, 1194年以降生 - 1269年又は1270年歿）は、13世紀のアラブ・シリアの医師、歴史家。古代から同時代までのギリシア、ローマ、インド、ムスリムの医師、医学者の生涯を列伝スタイルで執筆した『ウユーン』という著作で知られる。

## 生涯
名前はムワッファクッディーン・アブルアッバース・アハマド・ブヌル・カースィム・ブヌ・ハリーファ・ブヌ・ユースフ・アルハズラジー（Muwaffaq al-Dīn Abū al-ʿAbbās Aḥmad b. al-Qāsim b. Khalīfa b. Yūsuf al-Khazradjī）。あだ名の「イブン・アビー・ウサイビア」の方がよく知られている。父親か祖父、曾祖父あたりに、手指に何らかの障害を持つ人がいたのであろうことが、あだ名から推測されている。
その生涯や人となりについては断片的なことしかわかっておらず、わかっていることのほとんどすべての情報源は、彼自身の著作『ウユーン』である。歿年など一部の情報は、同時代人の記録を情報源とする。
イブン・アビー・ウサイビアはダマスクスで生まれた。生年は1194年（ヒジュラ暦590年）以後である。ルクレルクは、イブン・アビー・ウサイビアの祖父がダマスクスに移住してきた1200年以後の1203年に生まれたと推測している。父方の一族は医師、医学者の多い家系であり、父も叔父も高名な医者だった。
イブン・アビー・ウサイビアは生まれ育ったダマスクスで医学を学んだ後、アイユーブ朝の首府カイロへ行き、ナースィリー病院で更なる医学や外科手術の経験を積んだ。ナースィリー病院ではアンダルス生まれの植物学者イブン・バイタールに特別に、一対一で教えを受けた。1233年（ヒジュラ暦631年）時点ではサラーフッディーンがカイロに設立した、ナースィリー病院ではないまた別の病院で働いていたが、翌年にシリアへ戻り、ダマスクスのヌーリー病院で眼科医として働いた。
しかし、1236年にダマスクス南東のサルハドを領するイッズッディーン・アイバク・ムアッザミー王子の求めに応じて、その宮廷に主治医として仕え、以後、同地で亡くなるまでその地位にあった。歿年はヒジュラ暦668年である（西暦換算で1269年から1270年の間）。
サルハドは田舎であり知的刺激に乏しく、彼がそれまでの人生で享受してきたカイロやダマスクスのような文化センターではなかった。それでも彼がそこを選び、生涯暮らした理由は、生活が保障されていたからかもしれないと、Hamarneh (1966) は推測している。後述する医学者列伝の『ウユーン』はサルハドで執筆された。
ダマスクスでは、ムハッザブッディーン・ダフワールに医学を学び、イブン・ナフィースにも学んだ。 バグダードの医師アブドゥルラティーフとは長期間、文通した。

## 著作
『ウユーン』内の記述と、イブン・アビー・ウサイビアの伝記作家によると、『ウユーン』及び以下に加え、さらにいくつかの著作があったことがわかっている。また、多くの詩作も行ったことがわかっている。
- Iṣābat al-Munadjdjimīn
- al-Tadhārib wa al-Fawāʾid
- Ḥikāyāt al-Aṭibbāʾ fī ʿIlādjāt al-Adwāʾ
- Maʿālim al-Umam

イブン・アビー・ウサイビアは複数の言語に通じていたため、紀元前6世紀のインドの外科医、スシュルタが著したとされるサンスクリット語の本『スシュルタ・サムヒター』をアラビア語に翻訳した。

## 『ウユーン』
Uyūn al-Anbāʾ fī Ṭabaqāt al-Aṭibbāʾ あるいは Uyūn と略称されることも多いこの著作のタイトルは、直訳すると『医療の諸分野における諸情報のみなもと』程度の意味である（本項では便宜的に『ウユーン』と呼ぶ）。日本語では、『医人伝』と意訳されたタイトルでも知られる。
本書は古代から著者の同時代までの医師、医学者380人の生涯を紹介した伝記である。1241-1242年に初版が書かれ、その後、1245-1246年に増補版が書かれた。
『ウユーン』は15章に分かれる。1: 医学の起源。2: 最初期の医者。3: ギリシアの医者。4: ヒッポクラテスとその同時代人。5: ガレノスとその同時代人。6: アレクサンドリアの医者。7: 預言者の時代の医者。8: アッバース朝初期のシリアの医者。9: 翻訳者たち。10-15: その他の世界各地（イラク、ペルシア、インド、マグリブとアンダルス、エジプト、シリア）の医者。
『ウユーン』は医学史（médico-historique: history of medicine とはニュアンスが異なる）という新しい学問分野を創造した。『ウユーン』は重要な医師たちの生涯に関する客観的な叙述と書誌情報のみからなり、この点で、対象人物の模範性を強調し顕彰する従来のハギオグラフィックな伝記とは異なる。イブン・アビー・ウサイビアは、学者たちの思想とその著作についてより深く知ること、ただそれだけのために彼らの生涯に関心を持った。『ウユーン』はまた、広範囲にも通時的にも名高い医師たちを対象としており、広い範囲の世界を視野に入れた最初の医学史研究でもある。
『ウユーン』には同時代のシリアとエジプトの医学者にそれぞれ1章ずつ割り当てられているにもかかわらず、研究仲間のイブン・ナフィースについての言及がない。イブン・アビー・ウサイビアとイブン・ナフィースの間に、対抗心か、さらに言えば個人的な敵意のようなものが存在したのかもしれない。
ヨーロッパ世界の医者について、このようなアプローチで伝記を書く試みは、ルネサンス期の人文学者（ユマニスト）の登場を待たなければならない。15世紀のジョヴァンニ・トルテッリが著した伝記が同様のアプローチで書かれた、ヨーロッパにおける最初の医学史列伝である。

### かに星雲誕生をもたらす超新星爆発
イブン・アビー・ウサイビアの著作は膨大であるにもかかわらず、内容が豊富で引用が正確であると評価されている。イブン・ブトラーンに関する項においては、かに星雲を誕生させることになった1054年の超新星爆発（SN 1054）について詳しく知ることができる。

イブン・ブトラーンは、1054年にコンスタンチノープルで流行り病が発生したことを証言する。彼はさらに、次に引用するように、この流行り病が、ふたご座と土星の間の巨蟹宮に新しい星が出現したことと結び付けている, 。 : 
| 「 | L'une des épidémies les mieux connues de notre temps est celle survenant lors de l'apparition dans [la constellation des] Gémeaux de l'étoile fabuleuse en l'an 446H. En l'automne de cette année, 1400 personnes furent enterrées dans l'Église de Luc, après que les cimetières de Constantinople aient été remplis (...) Tandis que cette étoile fabuleuse apparaissait dans [la constellation des] Gémeaux, cela est la cause des épidémies survenues à Fostat lors de la décrue du Nil, au moment de son apparition en l'an 445H. | 」 |

## 註釈
1. ↑  ナースィリー病院（al-Bīmāristān al-Nāṣirī）はサラーフッディーン・アイユービーが1182年にカイロに創設したビーマーリスターン（英語版）（病院）[4]。
2. ↑  ʿlzz al-Dīn Aybak al-Muʿaẓẓamī, 別名 al-Malik al-Muʿaẓẓam[7]。

## 文献案内
- Ibn Abi Usaybi'a (1854) (フランス語) (2 vol. (62, 37 p.) ; in-8). Premier et deuxième extrait de l'ouvrage arabe d'Ibn Aby Ossaïbi'ah sur l'histoire des médecins (Impr. impériale ed.). Paris.

Premier extrait de l'ouvrage arabe d'Ibn Aby Ossaïbi'ah sur l'histoire des médecins disponible sur Gallica

Deuxième extrait de l'ouvrage arabe d'Ibn Aby Ossaïbi'ah sur l'histoire des médecins disponible sur Gallica
- Ibn Aby Ossaïbiʼah et B.R. Sanguinetti (1856.) (フランス語). Cinquième extrait de l'ouvrage arabe d'Ibn Aby Ossaïbi'ah sur l'histoire des médecins (Imprimerie Impériale ed.). Paris. OCLC 66122120
- （アラビア語） Ibn-Abī-Uṣaibiʻa et Aḥmad Ibn-al-Qāsim (1883) (アラビア語). Kitāb ʻUyūn al-anbāʼ fī ṭabaqāt al-aṭibbāʼ 1 ([Kairo] : al-Maṭbaʻa al-Wahbīya ed.). OCLC 314270739
- （ドイツ語） Le même, dans sa traduction allemande par August Müller, Königsberg, 1884.
- Ibn Abï Usaybi'a, Sources d'informations sur les classes de médecins, traduction française partielle H. Jahier et A. Noureddine, Alger, 1958.